# Jaelyn Liu
Jaelyn Liu, född 12 mars 2009, är en amerikansk fäktare som tävlar i florett.

## Karriär
Vid kadett-VM 2024 i Riyadh tog Liu guld individuellt i florett efter att ha besegrat Polina Volobueva i finalen. Vid junior- och kadett-VM 2025 i Wuxi tog hon guld både individuellt och i lagtävlingen i florett i juniorklassen samt guld individuellt i kadettklassen.
Vid panamerikanska mästerskapen 2025 i Rio de Janeiro tog Liu brons individuellt i florett samt guld tillsammans med Lauren Scruggs, Emily Jing och Lee Kiefer i lagtävlingen i florett. Vid VM 2025 i Tbilisi tog de återigen guld tillsammans i lagtävlingen i värja efter att ha besegrat Frankrike i finalen.